# Stäpptryfflar
Stäpptryfflar (Gastrosporiaceae) är en familj av svampar. Stäpptryfflar ingår i ordningen Phallales, klassen Agaricomycetes, divisionen basidiesvampar och riket svampar.
Släktet innehåller endast släktet Gastrosporium.